# Jędrzychowice (powiat zgorzelecki)

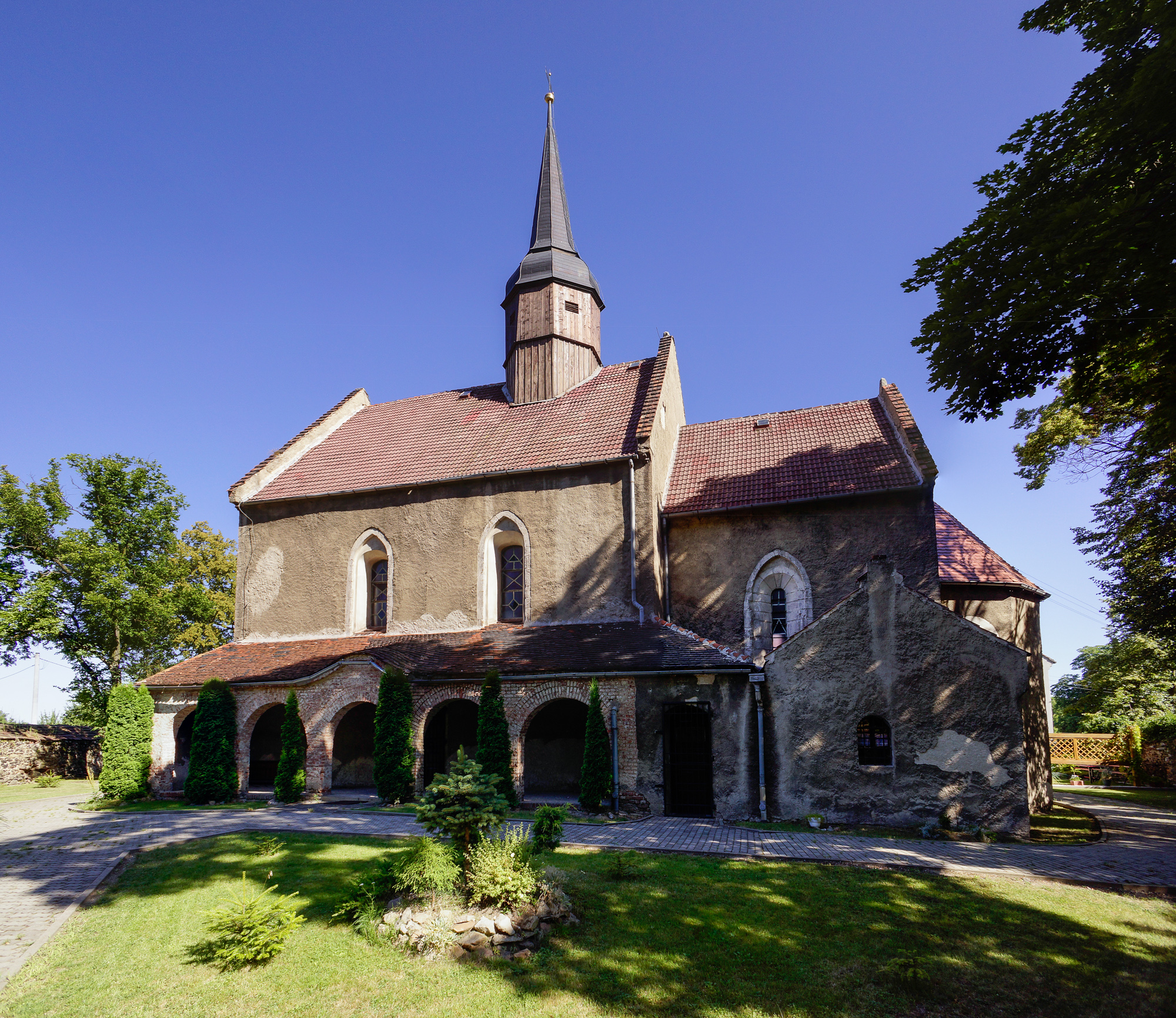
Kościół Narodzenia NMP w Jędrzychowicach

Jędrzychowice (niem. Hennersdorf) – wieś w Polsce położona w województwie dolnośląskim, w powiecie zgorzeleckim, w gminie Zgorzelec. W latach 1975–1998 miejscowość należała administracyjnie do województwa jeleniogórskiego.

## Historia
Wieś po raz pierwszy wzmiankowana w 1321 w czasie przynależności do piastowskiego księstwa jaworskiego, jednego z polskich księstw dzielnicowych na Dolnym Śląsku.

## Zabytki
Do wojewódzkiego rejestru zabytków wpisane są:
- Kościół Narodzenia Najświętszej Marii Panny w Jędrzychowicach, filialny, niewielka świątynia gotycka o charakterze obronnym, wzmiankowana już w XIII wieku, przebudowana w XV-XVI wieku, z zachowanym, cennym wyposażeniem, zachowane prezbiterium wczesnogotyckie, ołtarz późnorenesansowy[7]
- cmentarz ewangelicki, obecnie rzymskokatolicki, parafialny
  - kaplica grobowa, z drugiej połowy XIX wieku
  - ogrodzenie z bramą
- zespół dworski
  - dwór, w ruinie; obszerna renesansowa rezydencja z wieżą, wzniesiona w latach 1611-1625 - XVII w. na wcześniejszych fundamentach, rozbudowany w XIX w. Po nacjonalizacji przez państwo polskie w 1945 roku zrujnowany.
  - park, z XIX w.

## Komunikacja
W miejscowości znajduje się stacja kolejowa oraz przebiega Autostrada A4. 
W pobliżu miejscowości, przed wejściem Polski do strefy Schengen, znajdowało się drogowe przejście graniczne z Niemcami.

## Droga świętego Jakuba
Przez wieś przebiega Dolnośląska Droga św. Jakuba odcinek szlaku pielgrzymkowego do grobu św. Jakuba w Santiago de Compostela w Hiszpanii.